# Chocolat (palhaço)

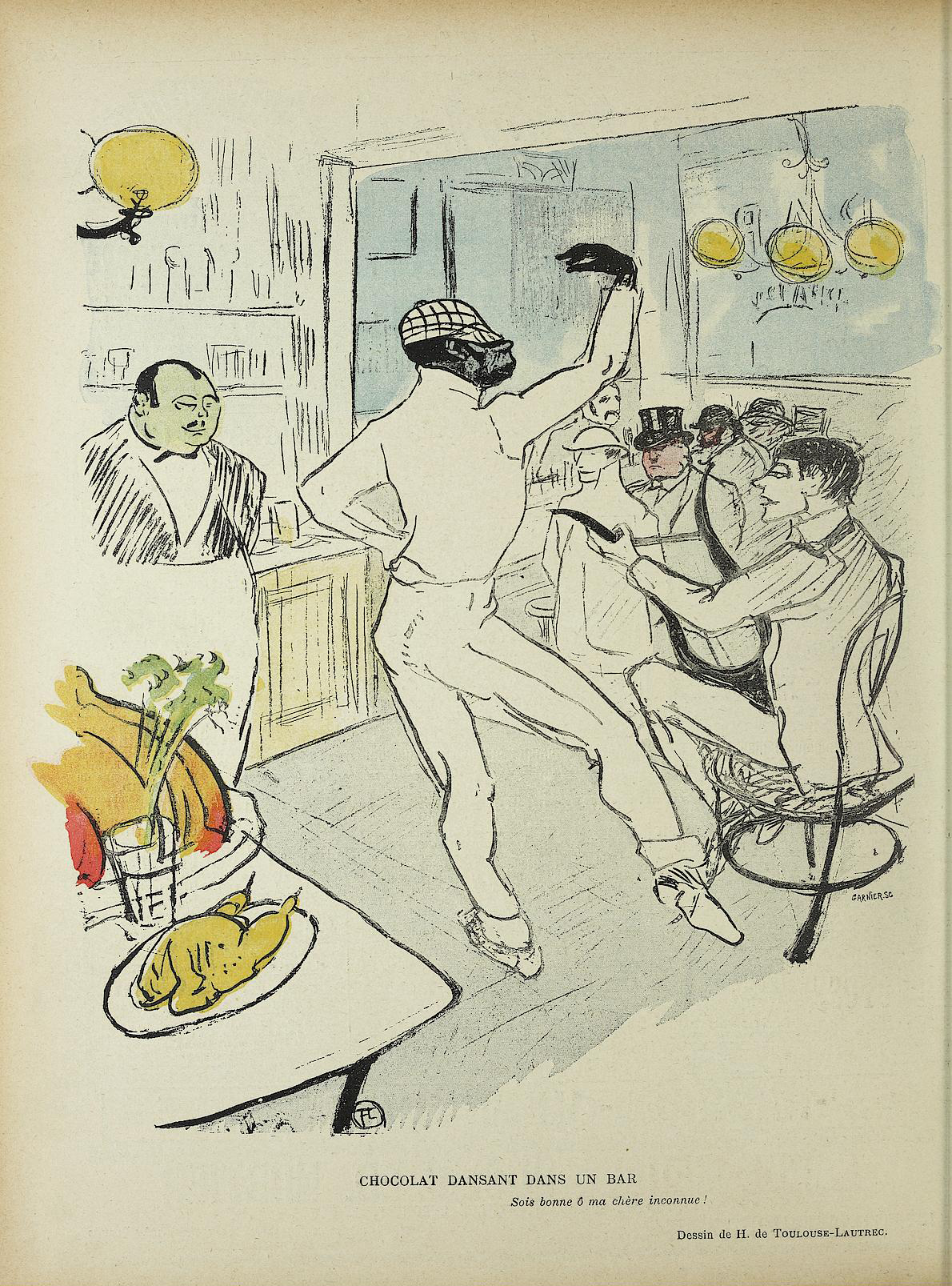
Chocolate dançando em um bar, litografia de Henri de Toulouse-Lautrec, 1896.

Rafael Padilla (ca. 1865/68 – 4 de novembro de 1917), conhecido como Chocolat, foi um palhaço que se tornou famoso em Paris no início do séc. XX. Rafael era afro-cubano e foi um dos primeiros artistas negros de sucesso na França moderna. Ele foi o primeiro palhaço negro a desempenhar um papel principal em um ato de pantomima de circo e, com seu parceiro de longa data George Foottit, revolucionou a arte da palhaçaria ao emparelhar o sofisticado palhaço branco com o parvo palhaço augusto.

## Início da vida
Rafael Padilla (às vezes escrito como Raphaël Padilla) nasceu em 1865 em Havana, Cuba. Ele nasceu sem um sobrenome, sendo que, segundo o historiador Gérard Noiriel, "Padilla" pode ser o matronímico da esposa de seu antigo mestre espanhol. Seus pais eram escravos em uma plantação cubana da qual fugiram em 1878, deixando ele com uma mulher negra pobre que o criou nas favelas de Havana. Quando Rafael ainda era menino, ela o vendeu a um empresário espanhol chamado Patricio Castaño Capetillo por 18 onças de ouro.
Castaño trouxe Rafael para sua casa na vila de Sopuerta, no norte da Espanha. Cuba havia proibido o comércio de escravos desde 1862 e, segundo o Direito Internacional, Rafael deixou tecnicamente de ser escravo no momento em que pôs os pés em solo europeu, mas mesmo assim era tratado como tal. Rafael era o único negro da vila e era maltratado tanto pelos Castaños quanto pelos outros moradores. Fizeram-no dormir nos estábulos e não lhe deram nenhuma educação formal.
Na adolescência, Rafael conseguiu fugir da residência dos Castaños, indo trabalhar em pedreiras do País Basco Meridional, mudando-se depois para Bilbao, onde fez pequenos serviços, como estivador e porteiro na estação ferroviária. Em Bilbao conheceu Tony Grice, um palhaço inglês viajante, que o contratou como assistente e empregado doméstico. Grice ocasionalmente incorporava Rafael em seus atos, como em suas imitações de shows de menestréis americanos, mas não fez de Rafael um aprendiz. Rafael não gostava desse tipo desta vida, já que  em diversas ocasiões abandonava Grice, só que acabava voltando quando não conseguia trabalho em outro lugar.

## Estréia

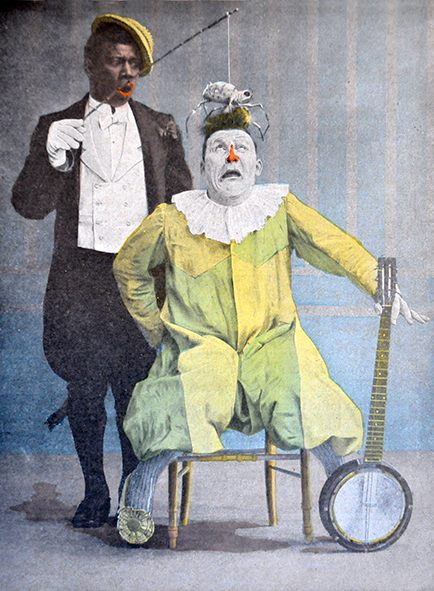
A dupla Foottit e Chocolat atuando na peça "Aranha". Uma ilustração colorida de René Vincent, c. 1900.

A dupla Grice-Rafael ganharia grande notoriedade quando começou a se apresentar com o Nouveau Cirque de Joseph Oller em Paris em outubro de 1886. O nome artístico de Rafael, Chocolat, foi dado a ele nessa época por Grice. Em 1888, a parceria terminou quando Henri Agoust, gerente do circo, contratou Chocolat como astro principal de uma pantomima náutica. Ele via Chocolat como um potencial dançarino e mímico, provando estar certo quando seu primeiro espetáculo, "O Casamento de Chocolat" foi um grande sucesso.
A esquete ficou cada vez mais popular nos anos seguintes, inclusive com parcerias com outros palhaços famosos à época como Pierantoni, Kestern e Geronimo Medrano. Nesse período conheceu o amor de sua vida, Marie Hecquet, que era casada com o corso Enrico Grimaldi. Em 1895, Grimaldi pediu o divórcio, acusando a esposa de traição e abandono do lar. Rafael e Marie começaram a morar juntos e se tornaram um dos primeiros casais mistos da história da França. Porém, nunca puderam se casar oficialmente, tanto por Marie ser divorciada quanto por Rafael ser um imigrante ilegal sem documentação, permanecendo nesta condição até a sua morte. Hoje, os historiadores pensam que os dois filhos Eugène e Suzanne, embora tivessem o sobrenome Grimaldi, eram na verdade filhos de Rafael. De qualquer forma, foram acolhidos pela comunidade do circo como "Chocolat fils" e "petite Chocolat", enquanto Marie Hecquet foi chamado de "Madame Chocolat". Após a morte de Rafael, Marie pediu para ser enterrada como "Veuve Chocolat", mas um funcionário anônimo retirou esta expressão, preferindo 'Divorcee Grimaldi'.

## Foottit e Chocolat
Em 1895, Raoul Donval, diretor do Nouveau Cirque, formou uma nova dupla para Chocolat. Este se uniria a um palhaço britânico, George Foottit. A dupla atuou durante vinte anos, ajudando a popularizar muito a comédia de palhaços, especialmente com o esquete burlesco Guilherme Tell.
Essa comédia era do gênero pastelão (como quase todas do período) e seguia o roteiro de fazer Chocolat um personagem condizente com o imaginário e os preconceitos que vigiam então; um personagem que aos poucos se transforma no estereótipo do bode expiatório negro: bobo, infantil e simpático. Chocolat, porém, lutou contra o estereótipo diversificando constantemente suas habilidades e a observação cuidadosa das esquetes mostra um personagem que não se limita aos papéis estereotipados. A frase "Je suis Chocolat", que significa "Estou enganado", foi popularizada pelos diálogos de seus esquetes, introduzidos pela dupla em 1901. Em 1905, o contrato do Nouveau Cirque não foi renovado. Alguns culparam o caso Dreyfus e a politização das questões raciais. Também houve questionamentos na época de políticos negros e mestiços representando as antigas colônias do império francês. A carreira conjunta atingiu o auge com o Folies Bergère até serem considerados antiquados com a chegada do cakewalk aos palcos da Europa.

Em 1909, fazem o retorno ao Nouveau Cirque com o espetáculo Chocolat aviador de Henry Moreau. A primeira apresentação foi bem recebida pelo público. Em 19 de novembro, em artigo do escritor e jornalista Pierre Mille, Le Temps anunciou erroneamente o oibituário de Chocolat. No dia seguinte, Le Temps retratou o erro e publicou uma carta de Rafael, que era datada de 17 de novembro:
Senhor,

Meu diretor leu no seu jornal que o Sr. Mille escreveu que estou morto como augusto.
Peço-lhe que diga que estou vivo e que atuo todas as noites como Chocolat aviador no Nouveau Cirque.
Você pode julgar que eu nem fiquei branco.
Por favor, aceite meu respeito,  
Chocolat 

 Por favor, corrija, porque isso me machuca.
A dupla Foottit e Chocolat foi desfeita em 1910, quando Andre Antoine, diretor do Odeon, contratou Foottit para fazer o papel do Palhaço em Romeu e Julieta . Esta separação foi anunciada no palco, em forma de um diálogo quebrando a quarta parede:

Foottit: "Vou interpretar Romeu no Odeon!"
Chocolat: "E daí? Vou interpretar Otelo na Comédie-Française!"

## Últimos dias
Em 1911 atuou no Cirque de Paris na Revue burlesque, criada por Foottit; e em 1912, Tablette et Chocolat com seu filho adotivo Eugène Grimaldi, mas ele sofre um colapso nervoso após a morte de sua filha de 19 anos devido à tuberculose. Padilla morreu em 4 de novembro de 1917 durante uma turnê do Cirque Raincy em Bordéus. Seu corpo repousa no cemitério protestante de Bordeaux.

## Filmografia
Os Irmãos Lumière filmaram ao todo seis esquetes da dupla Foottit e Chocolat (Boxeadores, Acrobatas na cadeira, Cadeira tombada (Chaise en bascule), Guillaume Tell, O policial e A morte de Chocolat). A esquete Guillaume Tell também foi filmada por Émile Reynaud em 1896 e por Paul Decauville, para o Phono-Cinéma-Théâtre utilizando um fonógrafo .
Rupert John interpretou uma cena como Chocolat no filme de 1952 Moulin Rouge. Omar Sy interpretou Chocolat na cinebiografia francesa de 2016 Chocolat, vagamente baseado na vida do palhaço.

## Em publicidade
Sozinho ou com Foottit, Chocolat protagonizou diversos cartazes publicitários do Le Bon Marché, do chocolate Félix Potin, do sabonete La Hêve ou dos pneus Michelin.